# Ивановка (Тугулымский муниципальный округ)
Ивановка — село в Тугулымском городском округе Свердловской области России.

## География
Село Ивановка муниципального образования «Тугулымского городского округа» расположено в 29 километрах на северо-западе от посёлка Тугулым (по автотрассе в 36 километрах), на левом берегу реки Липка (правый приток реки Тура), в 1,5 километрах южнее села расположено озеро Гурино — самый большой водоём парка Припышминские Боры, гидрологический и зоологический памятник природы областного значения. Второе название села – Тотниково.